# 霊の審判
『霊の審判』（れいのしんぱん）は、1926年（大正15年）に執筆、1928年（昭和3年）に発表された貴司山治による日本の小説であり、同作を原作とし、同年に阪東妻三郎プロダクションが製作し、枝正義郎が監督した日本のサイレント映画である。映画はクランクイン後に製作中止となり、完成していない。

## 略歴・概要
1926年（大正15年）夏、朝日新聞が阪東妻三郎のために「懸賞映画小説」として小説を公募。伊藤好市（貴司山治）はバートランド・ラッセルの思想を下敷きに、原稿用紙400枚の小説『人造人間』を20日間で書き、応募したところ、翌1927年（昭和2年）10月に当選が発表され、5,000円（当時）の賞金を手にした。
同作を朝日新聞社が『霊の審判』と改題、阪東妻三郎、龍田静枝、森静子、近藤伊与吉らを撮影したスチル写真を田中良が構成した「映画小説」（フォトロマン）として、1928年（昭和3年）1月1日から東京・大阪の両朝日新聞で連載を開始した。
一方、阪妻プロは昭和3年1月早々から製作発表を行い、プロダクション総力を挙げて製作に取り掛かった。阪妻プロの宣伝機関紙『阪妻画報』には、主宰者阪東妻三郎、支配人山崎修一、監督枝正義郎、脚本の江川宇礼雄が、それぞれ抱負を述べている。阪妻の寄せた一文は以下の通りである。
脚本決定稿の練り上げ、製作スタッフ、配役の選考決定、ロケハン、スチール、宣伝、役作りから撮影開始と、三ヶ月全力を注いで取り組み、松竹では超特作として3月15日封切りを予定。東京歌舞伎座と四都の松竹座で超特作特別封切りを決めるという注力ぶりだった。
ところが封切り予定の3月半ばが過ぎても撮影は半ばにも達せず、少々の撮影延期では完成が見込めず、製作は一時中止延期となった。
自信家の阪妻にとっても、初の現代ものでしかも異色の原作映画化、手慣れた時代ものと異なり万事に勝手が違い、完成の目処がつかずついに中止という不本意な事態となったが、前年に松竹からの資本注入による阪妻プロの株式組織化早々、経営上大きな損失を招く結果となってしまった。
昭和3年6月の『阪妻画報』で、阪妻プロ支配人山崎修一が以下のように正式中止発表を行っている。山崎は前年に、松竹の意向に逆らい芸術志向に走る阪妻を抑える「目付役」として六十万円の資本金とともに松竹が送り込んだ人物で、以後阪妻と意見対立し喧嘩の毎日だったという人物である。
しかし松竹の興業政策優先と阪妻の芸術性優先の方向性の違いは前年から先鋭化しつつあり、山崎支配人のこの言葉とは裏腹に、二月後の6月28日に阪妻プロは改革縮小が断行され、阪妻は取締役を辞任。 枝正義郎、細山喜代松、江川宇礼雄、近藤伊与吉ら主要スタッフが整理退社させられ、実質的に『霊の審判』の製作再開は不可能とさせられてしまったのである。 当時、この中止の発表は「本年度の痛恨事」と報道された。
貴司山治は「当初から、フォトロマン連載、松竹キネマでの映画化が織り込み済みのメディアミックス小説であったが、連載途中で「ノーヴァ・スーノ」という理想郷がソビエト連邦を謳歌するものではないかと右翼からの抗議を受けたこともあり、映画化は立ち消えとなった」と回想している。
本作の単行本は、大阪朝日新聞社が1930年（昭和5年）に刊行されたが、現在、絶版であり、収録される全集等もない。

## 映画
『霊の審判』（れいのしんぱん）は、1928年（昭和3年）、阪東妻三郎プロダクション太秦撮影所製作による日本のサイレント映画である。阪東妻三郎初の現代劇として取り組まれたが、製作途上で中止となった。原作者名「伊藤好市」は、貴司山治の本名である。

### スタッフ・作品データ
- 総指揮 : 立花良介
- 総監督 : 阪東妻三郎
- 監督 : 枝正義郎
- 脚本 : 江川宇礼雄
- 原作 : 伊藤好市
- 撮影 : 友成達雄
- 美術監督 : 田中良
- 効果 : 細山喜代松
- 製作 : 阪東妻三郎プロダクション太秦撮影所
- 上映時間（巻数 / メートル） : 未完成
- フォーマット : 白黒映画 - スタンダードサイズ（1.33:1） - サイレント映画
- 公開日 : 未公開

### キャスト
- 阪東妻三郎 - 柳原喬
- ? - サボオント博士
- 竜田静枝 - 八重島桜子
- 森静子 - 小野百合子
- 近藤伊与吉 - 南良彦
- 志賀靖郎 - 都留鋭治
- 春日清 - 林精太郎
- 竹原吉郎 - 眠り男（秘術者）
- 中村琴之助 - 新聞記者
- 松尾常盤 - 女記者
- 岡田喜久也 - 刑事
- 春路謙作 - 日本ホテルボーイA
- 坂東要二郎 - 日本ホテルボーイB
- 伊藤淳兆 - 金持ファン

### あらすじ
精神科医であり、脳科学者でもある南良彦博士は「ひとりの人間の中に様々な人格が存在する」との仮説の元、助手の百合子と共に施術による人格改善の研究を行っている。南博士は「こういった研究により模範的な人間をつくり出し、理想的な社会を建設できないか」と考えていた。

そんな中、博士は二人の人物から相談を受けていた。ひとりは犯罪や貧困と無縁の国家という、「ノーヴァ・スーノ」の大統領サボオント氏で、博士は原因不明の頭痛の治療を依頼される。もうひとりは博士の知人であるオペラ歌手八重島桜子で、彼女は博士の友人でもある柳原の恋人だったが、柳原は彼女にもてあそばれ、失恋の失意のあまり身を投げたと聞かされていた。ところが、このところ柳原と瓜二つの人物に付きまとわれていると相談に来たのである。困惑を隠せない博士だったが、柳原？の影は桜子に迫っていた。

## ビブリオグラフィ
国立国会図書館蔵書。
- 『霊の審判』、大阪朝日新聞社、1930年 - 「貴司山治」名義

## 註
1. 1 2 3 4 5  私の文学史 3.「プロレタリア大衆小説」の初一念、貴司山治、伊藤純、2018年9月3日閲覧。
2. 1 2 3 4  霊の審判、日本映画データベース、2010年3月5日閲覧。
3. ↑  『剣戟王阪東妻三郎』「阪妻の野心作「霊の審判」製作中止について」（丸山敞平、ワイズ出版）
4. ↑  霊の審判、国立国会図書館、2010年3月5日閲覧。
5. 1 2  OPAC NDL 検索結果、国立国会図書館、2010年3月5日閲覧。
6. ↑  貴司山治、『講談社 日本人名大辞典』、講談社、コトバンク、2010年3月5日閲覧。